# Харац, Меер Хаим-Лейбович
Меер Харац (Ме́ер Ха́им-Ле́йбович Хара́ц; идиш מאיר חרץ‎ — произносится Мэйер Харац; 1912, Шуры, Сорокский уезд, Бессарабская губерния — 1993, Иерусалим) — еврейский поэт. Писал на идише.

## Биография

### Довоенные годы
Родился в деревне Шуры (ныне Дрокиевский район Молдавии), провёл детство и юность в еврейском местечке Маркулешты того же Сорокского уезда Бессарабской губернии (теперь Флорештского района Молдовы). Учился в черновицкой учительской семинарии (учителей идиша и древнееврейского языка) одновременно с поэтом Эршл Цельманом и литераторами Ихилом Шрайбманом, Бэрл Ройзеном и Лейзером Подрячиком.
Дебютировал стихами в бухарестском журнале «Шойбн» (Окна), который редактировали Янкев Штернберг и Шлоймэ Бикл. Уже к середине 1930-х годов регулярно печатался в различных периодических изданиях, включая «Черновицер блэтэр» (Черновицкие листки), варшавские «Найе фолксцайтунг» (Новая народная газета), «Литэрарише блэтэр» (Литературные листки) и «Форойс» (Наперёд), «Идише култур» (Еврейская культура, США) и «Паризэр шрифтн» (Парижские ведомости). После присоединения Бессарабии и Буковины к СССР, поселился в Кишинёве, где преподавал еврейский язык и литературу в средней школе.

### После войны
После эвакуации жил в Москве, затем вернулся в Черновцы. Сотрудничал с органом Еврейского Антифашистского Комитета газетой «Эйникайт» (Единство) и киевским журналом «Штэрн» (Звезда). В марте 1949 года арестован по обвинению в еврейском буржуазном национализме, осуждён на 5 лет исправительно-трудовых лагерей строгого режима. После освобождения и реабилитации в 1955 году вновь возвратился в Черновцы. Работал учителем в русской школе и, в силу отсутствия в Советском Союзе еврейской прессы, в конце 1950-х годов начал печататься в зарубежных газетах «Фолксштимэ» (Глас Народа, Варшава) и «Идише Шрифтн» (Еврейские тексты).
В марте 1961 года газета «Радянська Буковина» повторно обвинила Хараца в еврейском буржуазном национализме, в частности, в связи с публикациями за границей. Однако в том же году начал выходить московский журнал «Советиш геймланд» (Советская Родина) и с первого же номера Харац начал с ним регулярное сотрудничество. В 1965 году его стихи включаются в коллективный сборник советских еврейских поэтов «hоризонтн» (Горизонты), вышедший в издательстве «Советский писатель».

### Последние годы
С 1972 года — с дочерьми Симой и Браной в Израиле, где совместно с Иосифом Керлером редактировал «Иерушолаимэр Алманах» (Иерусалимский альманах), много публиковался в израильских и американских периодических изданиях «Ди лэцтэ найес» (Последние новости), «Фолксблат» (Народная газета), «Форвертс» (Вперёд). Был связан со сложившейся вокруг Иерусалимского альманаха группой поэтов: Мотл Сакциер, Меер Елин, Хаим Мальтинский, Рухл Боймволь, Зямэ Телесин, Гирш Ошерович, Лейзер Подрячик, Эле Шехтман.
В эти годы Меер Харац издал 10 поэтических сборников и 2 книги литературно-критической и мемуарной прозы, переводил на идиш Михая Эминеску, стал лауреатом нескольких престижных литературных премий, включая премии Атран (1975, США), Якова Фихмана (1976, Израиль) и Ицика Мангера (1986, Израиль — высшая литературная премия за творчество на идише).
Стихи Хараца были положены на музыку такими композиторами-исполнителями как Лейбу Левин и Майер Богданский, а в последние годы — Ефимом Чёрным (Кишинёв) и Асей Вайсман (Черновцы—США). Избранные стихотворения и проза были изданы в 4-х томах в серии «Нохн сахакл» (После итога) в 1987—1993 годах.

## Книги
- אױפֿן ראַנדן פֿון טעג (афн рандн фун тэг — на маргиналиях дней). Тель-Авив: И. Л. Перец-Фарлаг, 1969.
- הימל און ערד (hимл ун эрд — небо и земля). Иерусалим: Эйгнс, 1973.
- אין פֿרעמדן גן-עדן (ин фрэмдн ганэйдн — в чужом раю). Тель-Авив: И. Л. Перец-Фарлаг, 1974.
- לידער צו אײגענע (лидэр цу эйгенэ — стихи к родным). Тель-Авив: И. Л Перец-Фарлаг, 1975.
- שטערן אױף הימל (штэрн аф hимл — звёзды на небе). Иерусалим: Эйгнс, 1977.
- דאָס פֿינעפֿטע ראָד (дос финэфтэ род — пятое колесо). Иерусалим: Эйгнс, 1978.
- גרינער װינטער — מאַרקולעשט (гринэр винтэр: Маркулешт — зелёная зима: Маркулешты, стихи и поэма). Иерусалим: Дэр идишер култур-гезэлшафт, 1982.
- געקליבענע לידער און געצײלטע פּאָעמעס (геклибэнэ лидэр ун гецэйлтэ поэмэс — избранные стихи и считанные поэмы). Иерусалим: Эйгнс, 1983[7].
- אַנפֿאַס, אין פּראָפֿיל און הינטער די פּלײצעס (анфас, ин профил ун hинтэр ди плэйцес — в анфас, в профиль и за плечами). Тель-Авив: И. Л. Перец-Фарлаг, 1993.
- נאָכן סך-הכּל, בענד 1-4 (нохн сахакл — после итогов: стихи, проза, сентенции, воспоминания, в 4 тт.). Тель-Авив: И. Л. Перец-Фарлаг, 1987 и 1989; Иерусалим: Эйгнс, 1992 и 1993.